# Banassac-Canilhac
Banassac-Canilhac è un comune francese del dipartimento della Lozère nella regione dell'Occitania.
È stato creato il 1º gennaio 2016 dalla fusione dei preesistenti comuni di Banassac e Canilhac.
Il capoluogo è la località di Banassac.